# Piptophyllum welwitschii
Piptophyllum welwitschii là một loài thực vật có hoa trong họ Hòa thảo. Loài này được (Rendle) C.E.Hubb. miêu tả khoa học đầu tiên năm 1957.